# Chaetomitrium paleatum
Chaetomitrium paleatum là một loài Rêu trong họ Hookeriaceae. Loài này được (Hampe) M. Fleisch. mô tả khoa học đầu tiên năm 1922.